# My Friends All Died in a Plane Crash
Albums de Cocoon
From Panda Mountains
(2007) Where the Oceans End
(2010)
My Friends All Died in a Plane Crash est le premier album du groupe français Cocoon. Il est sorti en avril 2007 après deux EP, I Hate Birds et From Panda Mountains. Le 17 novembre 2008, l'album est réédité avec un nouvel emballage, un nouveau livret, et trois chansons supplémentaires (Oklahoma, Superhero et Wheatfields).
Les deux singles extraits de l'album sont On My Way et Chupee. L'album est disque de platine : 150 000 exemplaires vendus.

## Liste des titres
1. Take Off
2. Vultures
3. On My Way
4. Seesaw
5. Christmas Song
6. Tell Me
7. Owls
8. Paper Boat
9. Cliffhanger
10. Chupee
11. Hummingbird
12. Microwave
13. Oklahoma, (uniquement dans la réédition de l'album)
14. Superhero, (uniquement dans la réédition de l'album)
15. Wheatfields, (uniquement dans la réédition de l'album)

## Classement
| Année | Titre                                | Meilleur classement | Meilleur classement  | Meilleur classement | Certification France |
| Année | Titre                                | France              | Belgique francophone | Suisse              | Certification France |
| ----- | ------------------------------------ | ------------------- | -------------------- | ------------------- | -------------------- |
| 2007  | My Friends All Died In A Plane Crash | 23                  | 74                   | 78                  | Or                   |

## Anecdotes
- Lors du festival Musilac 2011, le groupe reprend les paroles de Paper Boat sur l'air de Aserejé de Las Ketchup, en hommage aux victimes du séisme de Lorca[2].

- En 2014, le groupe propose sa chanson Vultures au réalisateur Paul Tibbitt pour le film Bob l'éponge, le film : Un héros sort de l'eau, mais celui-ci refuse[3].